# Osobowość schizoidalna
Osobowość schizoidalna – zaburzenie osobowości cechujące się tendencją do izolowania się, niewytwarzania silnych związków oraz wycofywania się z kontaktów emocjonalnych i społecznych, uznawania ich za niepotrzebne. Przy dużej wewnętrznej wrażliwości wyrażanie uczuć jest ograniczone, co powoduje pozorny chłód i dystans uczuciowy. Pacjentów ze schizoidalnym zaburzeniem osobowości nie obchodzą ani pochwały, ani nagany. Osoby cierpiące na to zaburzenie na ogół działają samotnie, często żyją w świecie marzeń i fantazji, posiadają małe rozeznanie w kwestii swoich celów życiowych, potrzeb czy długoterminowych planów, skłonne do introspekcji, ekscentryczne, mogą mieć trudność w odczuwaniu przyjemności.
Osobowość schizoidalna jest słabo zbadanym zaburzeniem. Istnieje niewiele danych klinicznych na temat osobowości schizoidalnej, ponieważ rzadko występuje w warunkach klinicznych. Zaburzenie to jest rzadkie w stosunku do innych zaburzeń osobowości. Obejmuje mniej niż 1% populacji. Częściej występuje u mężczyzn.
Osoby schizoidalne są szczególnie narażone na bycie ofiarami znęcania. Osobowość schizoidalna jest bezwzględnym przeciwwskazaniem do służby wojskowej zarówno w czasie pokoju, jak i wojny.

## Objawy
Objawy zwykle zaczynają się w późnym dzieciństwie lub okresie dojrzewania.
Dzieci oraz młodzież, u których widoczne są pierwsze objawy, mogą być narażone na ostracyzm i nękanie ze strony rówieśników.
Ludzie z osobowością schizoidalną są często wycofani, chłodni i obojętni, co powoduje problemy w kontaktach z innymi ludźmi. Większość osób z tym rozpoznaniem ma kłopot z ustanowieniem relacji lub wyrażaniem swoich uczuć. W trudnych sytuacjach mogą pozostawać bierni. Bywa, że ich komunikacja z innymi ludźmi jest obojętna lub lakoniczna. Z powodu ograniczonej komunikacji
z innymi nie są w stanie stworzyć poprawnego obrazu tego jak funkcjonują oni w odniesieniu do innych osób.
Uważa się, że obraz taki jest istotny dla samoświadomości i możliwości oceny swoich własnych działań w obrębie sytuacji społecznych. R.D. Laing sugeruje, że niedobór rzeczywistych kontaktów z innymi może powodować, że obraz ten staje się pusty, ulotny, co prowadzi osoby schizoidalne do poczucia nierealności (sztuczności świata).
Gdy ich przestrzeń osobista jest naruszona, czują się one przytłoczone, odczuwają potrzebę uwolnienia się i pozostania niezależnym. Ludzie z osobowością schizoidalną preferują relacje, w których partner nie wymaga od nich bliskości emocjonalnej. Nie unikają oni ludzi jako takich, lecz emocji (zarówno pozytywnych, jak i negatywnych) oraz bliskości uczuciowej.
Oznacza to, że osoby schizoidalne są w stanie tworzyć relacje oparte na poziomie intelektualnym, fizycznym, rodzinnym, zawodowym lub wspólnych czynnościach, dopóki nie wymagają one bliskości emocjonalnej. Donald Winnicott wyjaśnia to zachowanie twierdząc, że osoby schizoidalne „preferują relacje oparte na swoich własnych zasadach”. W przypadku gdy nie udaje im się tego osiągnąć, preferują samotność.
Niektórzy autorzy sugerują, że osobowość schizoidalna może być powiązana z kreatywnością.

### Ukryte jednostki schizoidalne
Wiele schizoidalnych osób może posiadać osobowość, która nie uniemożliwia im normalnych kontaktów międzyludzkich, co pozostaje w pozornej sprzeczności z typowymi cechami osobowości schizoidalnej wymienionymi w definicjach DSM-IV i ICD-10. Klein sklasyfikował takie osoby, jako „ukryte jednostki schizoidalne”, które są społecznie aktywne i zaangażowane oraz wchodzą w normalne interakcje międzyludzkie, pozostają jednak emocjonalnie wycofane i preferują bezpieczeństwo swojego wewnętrznego świata.
Takie wycofanie i oderwanie od zewnętrznego świata jest cechą charakterystyczną dla schizoidalnej patologii, może jednak przyjąć zarówno „klasyczną”, jak i „ukrytą” formę. W postaci klasycznej, wycofanie przebiega zgodnie z definicjami zawartymi w DSM-IV. Wydaje się jednak, że równie często występuje ukryta wewnętrzna forma wycofania, w której zewnętrzny obserwator nie dostrzega symptomów wyraźnych w wewnętrznym odczuciu pacjenta. Klein zwrócił uwagę na możliwość nierozpoznania zaburzeń schizoidalnych u pacjenta ze względu na obronne, kompensujące zachowania pacjenta, który w kontakcie z zewnętrznym światem próbuje ukryć swoje wycofanie. W związku z tym Klein zaproponował, by przy rozpoznaniu pytać pacjenta o jego wewnętrzne, subiektywne odczucia, by stwierdzić występowanie odrzucenia emocjonalnej bliskości typowego dla jednostek schizoidalnych.
Przypadki osób o schizoidalnych osobowościach, ukrytych za pozorami emocjonalnego zaangażowania były rozpoznane już w 1940 roku, gdy Fairbairn opisał tzw. „schizoidalny ekshibicjonizm”, w którym osoba schizoidalna jest zdolna do prezentowania szerokiej gamy uczuć i do wchodzenia w relacje, które wydają się być normalne ze społecznego punktu widzenia. Jednak ponieważ osoba taka jedynie „gra rolę”, jej osobowość nie jest w rzeczywistości zaangażowana emocjonalnie w żadną interakcję. Według Fairbairna osoba schizoidalna wyrzeka się części, którą odgrywa rolę i przez to pozostaje nienaruszona i zabezpieczona przed prawdziwym interakcjami społecznymi. Dalsze nawiązania do ukrytych jednostek schizoidalnych można znaleźć u Masuda Khana, Jeffreya Seinfelda i Philipa Manfielda, którzy opisali przykłady osób charakteryzujących się osobowością schizoidalną, czerpiących satysfakcję z regularnych publicznych wystąpień, wykazujących jednak poważne problemy, gdy osoby z publiczności próbowały odnieść się do ich emocjonalności.
Te przykłady pokazują problem z rozpoznaniem osobowości schizoidalnej na podstawie obserwacji pojedynczych zachowań dokonanych przez zewnętrznych obserwatorów.

### Osobowość schizoidalna a unikający styl przywiązania
Jest kwestią sporną, czy osobowość schizoidalna kwalifikuje się jako pełne zaburzenie osobowości czy jest to jedynie unikający styl przywiązania. Jeśli osobowość schizoidalna jest faktycznie stylem przywiązania wymagającym mniejszej bliskości emocjonalnej, wówczas wiele problemów, doświadczanych przez osoby obdarzone taką osobowością może być częściowo rozwiązanych dzięki stosowaniu względem nich podejścia społecznego takiego, jak do osób o unikającym stylu przywiązania. Wiele źródeł utożsamia schizoidalne zaburzenie osobowości i unikający styl przywiązania, pozostawiając jako otwartą kwestię, jak specjaliści powinni najlepiej podchodzić do ewentualnego rozróżnienia w diagnostyce i praktyce terapeutycznej. Należy jednak zauważyć, że osoby o schizoidalnej osobowości zazwyczaj nie wchodzą w społeczne reakcje interpersonalne ze względu na brak zainteresowania, podczas gdy osoby o unikającym stylu przywiązania mogą być zainteresowane takimi relacjami, jednakże bez nawiązywania głębszych i dłuższych interakcji ze względu na ich niską tolerancję dla emocjonalnej zażyłości.

### Seksualność ludzi z osobowością schizoidalną
Zdarza się, że osoby schizoidalne wykazują obniżone zainteresowanie seksem, ale na ogół nie dotyczy ich zjawisko anorgazmii. Ich preferencje do bycia samemu i wycofania może powodować, że ich zapotrzebowanie seksualnie może być niższe w porównaniu do ludzi nie wykazujących cech osobowości schizoidalnej.
Osoby schizoidalne często odbierają kontakt seksualny jako intruzję w ich przestrzeń osobistą. Zdarza się, że wybierają masturbację lub abstynencję seksualną, ponieważ nie mogą oni znieść bliskości emocjonalnej z jaką wiązałby się kontakt z drugim człowiekiem. Aby zachować pełność obrazu należy wspomnieć, iż znane są przypadki ludzi z osobowością schizoidalną, którzy sporadycznie lub regularnie podejmują kontakty seksualne z innymi ludźmi.
Harry Guntrip opisał zjawisko polegające na utrzymywaniu przez osoby schizoidalne tajnych znajomości seksualnych w celu ograniczenia bliskości emocjonalnej skumulowanej podczas tkwienia w związku małżeńskim z jedną osobą. Według Karen Horney, dla niektórych ludzi z osobowością schizoidalną seks ze stałym partnerem wymaga zbyt silnej bliskości emocjonalnej, przez co wolą oni zaspokajać swoje potrzeby z przypadkowymi partnerami. Innym opisanym scenariuszem jest utrzymywanie stałej relacji, jednak w mniejszym lub większym stopniu ograniczonej do czynności seksualnych przy zachowaniu ograniczonej intymności. Jeffrey Seinfeld w swojej monografii opisał zjawisko „schizoidalnego głodu” (ang. schizoid hunger) objawiającego się pod postacią rozwiązłości seksualnej. Seinfeld podał w niej przykład schizoidalnej kobiety, która potajemnie odbywała kontakty seksualne z przypadkowymi mężczyznami poznanymi w barach. Według niego łagodziła ona w ten sposób poczucie wewnętrznej pustki.
Salman Akhtar podał bardziej precyzyjny opis uwzględniający jawne i ukryte przejawy seksualności ludzi z osobowością schizoidalną. Według niego jednoznaczne klasyfikowanie osób schizoidalnych jako aseksualnych lub nie, nie pozwala na poprawny opis. Według niego osoba schizoidalna może przejawiać obie cechy równocześnie, co prowadzi do pozornych sprzeczności. Aby uzyskać pełny obraz seksualności osób schizoidalnych konieczne jest uwzględnienie cech manifestowanych jawnie: „aseksualność, czasami tkwienie w celibacie; brak zainteresowania związkami romantycznymi; wstręt do plotek i insynuacji seksualnych” oraz tych manifestowanych w sposób utajniony: „potajemne zainteresowanie podglądactwem i pornografią; podatność na erotomanię; skłonność do kompulsywnej masturbacji i perwersji.

## Przyczyny
Istnieją przesłanki sugerujące, że ryzyko pojawienia się osobowości schizoidalnej występuje wśród ludzi, którzy są krewnymi osób cierpiących na schizofrenię i zaburzenia schizotypowe.
Sula Wolff, która prowadziła badania naukowe i pracowała z dziećmi i młodzieżą która wykazywała symptomy schizoidalne, stwierdziła, iż osobowość schizoidalna ma konstytucjonalną, prawdopodobnie genetyczną podstawę.
Inni badacze postawili hipotezę, że może odgrywać rolę wychowanie w rodzinie, w której występuje deficyt miłości rodziców do dziecka, lub dziecko jest przez nich zaniedbane, albo podejście rodziców jest zbyt perfekcjonistyczne.
Badania bliźniąt z osobowością schizoidalną, niskim poziomem towarzyskości, sugerują, że cechy te są dziedziczne, jednak nie ma na to jednoznacznych dowodów.
Według jednego z badań u 6,7% osób, które doświadczyły urazu mózgu, zdiagnozowano osobowość schizoidalną. Badanie przeprowadzono 30 lat po urazie. Nie podaje ono jednak, które obszary mózgu uległy urazowi. Za najbardziej prawdopodobne uważa się zmiany w płatach czołowych, układzie limbicznym oraz płatach ciemieniowych.

## Diagnoza

### Kryteria diagnostyczneICD-10[38]
A. Spełnione ogólne kryteria zaburzeń osobowości (F60).
B. Występują co najmniej cztery z następujących:
- brak lub znikoma liczba działań służących przyjemności,
- chłód emocjonalny, wycofanie się lub spłycenie uczuciowości,
- ograniczona zdolność wyrażania przyjaznych, ciepłych uczuć lub gniewu wobec innych,
- brak zainteresowania zarówno pochwałami, jak i krytyką,
- słabe zainteresowanie doświadczeniami seksualnymi z innymi osobami (z uwzględnieniem wieku),
- konsekwentne wybieranie samotnictwa,
- silne pochłonięcie fantazjowaniem i introspekcją,
- brak bliskich przyjaciół lub ufnych związków z osobami (lub co najwyżej – pojedyncze) oraz brak potrzeby takich związków z ludźmi,
- wyraźna niewrażliwość wobec obowiązujących norm i konwencji społecznych, lekceważenie takich norm i konwencji nie jest zamierzone.

### Kryteria diagnostyczneDSM-IV
- brak ochoty na zawieranie bliskich związków oraz czerpanie z nich przyjemności, wliczając w to bycie członkiem rodziny
- niemal ciągłe wybieranie zajęć samotniczych
- małe – o ile jakiekolwiek – zainteresowanie doświadczeniami erotycznymi z innymi ludźmi
- czerpanie przyjemności z niewielu – o ile jakichkolwiek – rodzajów zajęć
- brak bliskich przyjaciół lub powierników innych niż bezpośredni krewni
- wrażenie bycia obojętnym na pochwały czy krytyki wygłaszane przez innych
- okazywanie chłodu emocjonalnego, dystansu lub spłaszczonej uczuciowości

Funkcjonalnie osobowość schizoidalna jest zbliżona do osobowości schizotypowej i choć etiologia obu nie jest jasna, to ze względu na nieznaczne różnice w opisie i historyczne pochodzenie pojęcia te są różnicowane. Zdaniem S. Johnsona możliwe jest uszeregowanie według głębokości zaburzeń trzech pojęć: charakter schizoidalny (styl charakteru) – osobowość schizoidalna (zaburzenie osobowości) – schizofrenia (psychoza).
Przy diagnozowaniu należy zwrócić szczególną uwagę na wykluczenie łagodniejszych form całościowych zaburzeń rozwoju, np. spektrum autyzmu.

### Podtypy według Millona
Theodor Millon zidentyfikował cztery podtypy osobowości schizoidalnej. Osoba schizoidalna może wykazać jeden lub żaden z poniższych podtypów:
| Podtyp                                                                     | Charakterystyka |
| -------------------------------------------------------------------------- | --- |
| Osobowość schizoidalna ospała (z elementami depresyjnymi)                  | Osoba wyraźnie bezwładna; o obniżonym progu aktywacji; wrodzony flegmatyzm, ospałość, zmęczenie, wyczerpanie, osłabienie.                                      |
| Osobowość schizoidalna wyniosła (z elementami unikającymi, schizotypowymi) | Osoba zdystansowana, nieobecna, niedostępna, samotnicza, odizolowana; sprawia wrażenie podążającej donikąd, jedynie powierzchownie zainteresowanej otoczeniem. |
| Osobowość schizoidalna zdepersonalizowana (z elementami schizotypowymi)    | Osoba oderwana od siebie i innych; o świadomości odseparowanej od ciała; osobowość i cielesność oddzielone, rozłączone, nieciągłe.                             |
| Osobowość schizoidalna beznamiętna (z elementami kompulsywnymi)            | Osoba beznamiętna, nieemocjonalna, nie dbająca o innych i zimna; niezdolna do ekscytacji lub wzburzenia; wszystkie emocje wyciszone.                           |

### Diagnoza dynamiczna
Przez długi czas w podejściu do osób o schizoidalnym typie osobowości skupiano się na niechęci takich osób do relacji międzyludzkich. Dopiero zaproponowany w 1995 roku przez Ralpha Kleina opis rozpadu w obiekcie relacji u osób schizoidalnych rzucił nowe światło na podejście do problemu osobowości schizoidalnej.
Szczególnie istotna w tym kontekście jest korelacja między schizoidalnym a narcystycznym typem osobowości. Jeśli w rodzinie funkcjonuje osoba narcystyczna, która przypisuje sobie zbyt duże „uprawnienia” względem otaczającego ją świata, jej bliscy (np. rodzeństwo) o schizoidalnym typie osobowości mogą sobie analogicznych „uprawnień” odmawiać. Wstyd, którego wypiera się narcyz jest często absorbowany i projektowany na siebie samą przez osobę schizoidalną, co powoduje u niej powstawanie wrażenia psychicznej inwazji i poczucia podatności na wszelkich intruzów.
Osoba schizoidalna może być również podatna na wchodzenie w związki oparte na wykorzystywaniu, w których trwa, by doświadczyć własnej istotności i by być uznaną za przydatną przez innych. Ta sama osoba może jednak zarazem wykazywać poza swoim związkiem wysoką ostrożność i podejrzliwość względem wszelkich form wykorzystywania przez innych. W dynamicznym podejściu diagnostycznym diagnoza jest oparta nie na obserwacji zewnętrznych zachowań, ale na dynamice tego pozornie sprzecznego podejścia i jego konsekwencji.

### Kryteria Guntripa
Ralph Klein, dyrektor kliniczny Masterson Institute, wskazał dziewięć cech charakterystycznych osoby schizoidalnej opisanych przez Harriego Guntripa: introwertyzm, wycofanie, narcyzm, samowystarczalność, poczucie wyższości, spłaszczona uczuciowość, samotność, depersonalizacja oraz regresja.
Cechy te, pierwotnie sformułowane przez Guntripa, ukazują różnicę pomiędzy tradycyjnym opisowym portretem DSM a tym powstałym na bazie psychoanalizy. Wszystkie dziewięć punktów są wewnętrznie spójne. W tym podejściu większość – o ile nie wszystkie – kryteria muszą zostać spełnione, aby zdiagnozować osobowość schizoidalną.

#### Introwertyzm
Guntrip opisał wewnętrzny świat osób schizoidalnych w następujący sposób: „Istotą jest emocjonalne odcięcie się schizoida od świata zewnętrznego”. Ich libidalne pragnienia i dążenia skierowane są w stronę obiektów wewnętrznych. Prowadzą intensywne życie wewnętrzne cechujące się często zaskakującym bogactwem fantazji i wyobrażeń. Jednak, życie to jest prowadzone w ukryciu przed światem zewnętrznym. Osoba schizoidalna odcina się od świata zewnętrznego, ponieważ uważa go za niebezpieczny. Jest to naturalna ludzka reakcja polegająca na omijaniu źródeł zagrożenia i dążeniu do osiągnięcia bezpieczeństwa. Zatem osoby schizoidalne są przede wszystkim skoncentrowane na unikaniu zagrożenia i poszukiwaniu bezpieczeństwa.

#### Wycofanie
Wycofanie jest oddzieleniem od świata zewnętrznego i stanowi odmienną stronę introwersji. Jedynie niewielka część osób schizoidalnych prezentuje wyraźną i oczywistą nieśmiałość, niechęć czy unikanie zewnętrznego świata i relacji międzyludzkich.
Wiele zasadniczo schizoidalnych osób włącza się w relacje społeczne i uczestniczy w nich. Takie osoby mogą wydawać się dostępne, zainteresowane, zaangażowane i uwikłane w interakcje z innymi, a w rzeczywistości mogą być emocjonalnie wycofane, oddzielone i przebywać w bezpiecznym wewnętrznym świecie. Wycofanie jest cechą charakterystyczną schizoidalności, choć czasami bywa jawne, a czasami ukryte. Wycofanie jawne harmonizuje ze zwyczajowym opisem osobowości schizoidalnej, jednak równie często wycofanie bywa maskowanym, ukrytym, wewnętrznym stanem pacjenta.
Dające się zaobserwować zachowanie pacjenta schizoidalnego może nie odbijać trafnie stanu jego umysłu. Nie powinno się mylić introwersji z obojętnością, jak również nie powinno zostać zaniechane diagnozowanie osobowości schizoidalnej w związku z mylną interpretacją występujących u pacjenta obronnych, kompensacyjnych, zajmujących relacji z otaczającym światem zewnętrznym.

#### Narcyzm
Guntrip definiuje narcyzm jako „cechę charakterystyczną, która przeważnie wynika z życia wewnętrznego, którym osoba schizoidalna żyje. Wszelkie obiekty miłości takiej osoby istnieją w jej wnętrzu, a ponadto utożsamia się ona z nimi w znacznym stopniu. Ze względu na to jej libidynalne więzi wydają się skierowane do samej siebie. Kwestią nierozstrzygniętą jest, czy intensywne życie wewnętrzne osoby schizoidalnej pozostaje w związku z pragnieniem pożądliwego przyłączenia zewnętrznych obiektów, czy też jest zgodne z wycofaniem z rzeczywistości do przypuszczalnie bezpieczniejszego świata wewnętrznego”.
Potrzeba więzi jako pierwotna siła motywująca jest tak samo mocna u osób schizoidalnych, jak i u każdej ludzkiej istoty. Z racji tego, że obiekty miłości osób schizoidalnych są wewnętrzne, osoby te odnajdują bezpieczeństwo bez połączeń i więzi z obiektami świata zewnętrznego.

#### Samowystarczalność
Guntrip określił samowystarczalność obserwowaną u osób ze schizoidalnym zaburzeniem osobowości jako przejaw narcyzmu, „zabezpieczenie się przed lękiem pojawiającym się podczas kontaktu z rzeczywistymi ludźmi”. Czym bardziej osoba schizoidalna może polegać na samym sobie, tym mniej potrzebuje polegać na innych. Pozwala to uniknąć narażania się na potencjalne niebezpieczeństwo i niepokój wiążący się z poleganiem na innej osobie lub – co jeszcze gorsze – byciem zależnym od niej. Zdecydowana większość osób schizoidalnych wykazuje ogromną zdolność do samodzielnej pracy, działania w pojedynkę, niezależnie od innych.

#### Poczucie wyższości
Guntrip zaobserwował, że poczucie wyższości u osób schizoidalnych powiązane jest z samowystarczalnością (oryg. „One has no need of other people, they can be dispensed with... There often goes with it a feeling of being different from other people.”). Jednak ma ono zupełnie odmienny sens niż pretensjonalne poczucie własnego znaczenia (poczucie bycia lepszym od innych) obserwowane w osobowości narcystycznej. Nie znaczy to również, że osoby schizoidalne dewaluują lub dążą do unicestwienia innych w obawie przed krytyką, zawstydzeniem lub upokorzeniem. Młody mężczyzna ze zdiagnozowaną osobowością schizoidalną opisał to zjawisko następująco:
„Jeśli jestem ponad innymi, to nie potrzebuję innych ludzi. Jednak w żadnym wypadku nie znaczy to, że czuje się lepszy od innych. Oznacza to, że jestem wtedy od nich odseparowany, mogę zachować bezpieczny dystans między mną, a innymi ludźmi.”
Taki sposób myślenia powiązany jest raczej z poczuciem bezpiecznej izolacji niż realnym poczuciem wyższości względem innych osób.

#### Spłaszczenie uczuciowości
Guntrip postrzegał spłaszczenie uczuciowości (ang. Loss of affect) w zewnętrznych sytuacjach jako nieuniknioną kolej rzeczy. Ma ona miejsce gdy ogromny nakład sił osoby schizoidalnej włożony w budowanie własnej autonomii, samowystarczalności i niezależności koliduje z pragnieniem i umiejętnością okazywania wrażliwości oraz empatii w stosunku do innych ludzi. Kwestie te często wydają się drugorzędne wobec strzeżenia własnej obronnej, bezpiecznej pozycji. Spłaszczeniu ulegają subiektywne odczucia osób schizoidalnych.
Niektórzy pacjenci doświadczają spłaszczenia uczuciowości do tego stopnia, że ich niewrażliwość objawia się skrajnie: w postaci cynizmu, znieczulicy czy nawet okrucieństwa. Wydają się nieświadomi faktu, że ich zachowanie rani innych ludzi.
Częściej spłaszczenie uczuciowości objawia się wewnętrznym poczuciem dezorientacji oraz niesprecyzowanej straty w życiu emocjonalnym.
Zwiększone zaangażowanie w konstruowanie własnej ochrony i obrony odbywa się kosztem zdolności osób schizoidalnych do tworzenia więzi emocjonalnych z innymi ludźmi.

#### Samotność
Zgodnie ze spostrzeżeniami Guntripa, „Samotność jest nieuniknionym skutkiem schizoidalnej introwersji i zniesienia relacji zewnętrznych. Objawia się ona dochodzącą niejednokrotnie do głosu intensywną tęsknotą za przyjaźnią i miłością. Samotność pośród tłumu jest odczuciem schizoida oddzielonego od relacji afektywnych”.
Samotność jest głównym doznaniem osoby schizoidalnej, często niezauważanym przez obserwatora. W przeciwieństwie do popularnej karykatury osoby schizoidalnej jako nieczułej i oziębłej, zdecydowana większość schizoidalnych pacjentów wyraża w którymś momencie terapii tęsknotę za przyjaźnią i miłością. Jest to niezgodne z kryteriami opisywanymi w kolejnych wersjach DSM i zaprzecza wizerunkowi schizoida jako osoby cechującej się obojętnością. Niemniej jednak wspomniane pragnienie przyjaźni i miłości może nie wychodzić poza wewnętrzny, fikcyjny świat pacjenta, do którego terapeuta przez całkiem długi okres leczenia może nie uzyskiwać dostępu.
Istnieje bardzo ograniczony zbiór osób schizoidalnych – zdiagnozowanych zgodnie z kryteriami DSM – u których pragnienie nawiązania relacji jest minimalne, prawie wygasłe, zatem osoby te praktycznie nie identyfikują u siebie tęsknoty za bliskością i więzią uczuciową oraz nie zgłaszają się z własnej woli na terapię. Wśród osób schizoidalnych zgłaszających się na terapię często występuje podwójna motywacja: samotność i tęsknota. Pacjenci ci wierzą, że z pomocą psychoterapii możliwe będzie nawiązanie komunikacji i stworzenie więzi. Wszelako psychoterapeuta, kierowany kryteriami DSM, może podchodzić do pacjenta z poczuciem terapeutycznego pesymizmu (jeśli nie nihilizmu) i błędnie odczytywać nieufność pacjenta jako obojętność, wierząc, że jego ostrożność to oziębłość.

#### Depersonalizacja
Guntrip opisał depersonalizację jako utratę poczucia własnej tożsamości oraz indywidualności. Depersonalizacja jest dysocjacyjnym mechanizmem obronnym. Często schizoidalni pacjenci określają ją jako „dostrajanie”, „wyłączanie” lub „odlatywanie”. Stan ten szczególnie pogłębia się w okresie przytłaczającego niepokoju i może być uznany za graniczną formę ograniczenia odczuwania (afektu). O ile spłaszczona emocjonalność występuje u osób schizoidalnych stale, tak depersonalizacja pojawia się okresowo, jako mechanizm obronny przed poczuciem niepokoju i zagrożenia.

#### Regresja
Guntrip opisał regresję osób schizoidalnych w następujący sposób Ponieważ schizoid w środku czuje się mały i kruchy wobec wielkiego, przytłaczającego i niebezpiecznego świata wycofuje się z niego powracając do bezpiecznej, metaforycznej kolebki.
Taki proces regresji obejmuje dwa mechanizmy skierowane odpowiednio „do wewnątrz” oraz „wstecz”. Regresja skierowana do wewnątrz wiąże się z niezwykle wysokim stopniem w jakim osoby schizoidalne polegają na prymitywnych formach fantazji i samowystarczalności, często o charakterze autoerotycznym lub nawet bezosobowym.
Regresja skierowana wstecz, związana z powrotem do metaforycznej, bezpiecznej kolebki jest unikalną cechą ludzi schizoidalnych. Można uważać ją za graniczną formę wycofania stosowanego po to, aby osiągnąć poczucie bezpieczeństwa i uniknąć zagrożenia ze strony rzeczywistego świata. Regresyjna fantazja na temat powrotu do metaforycznej kolebki, to wizja powrotu do miejsca nieograniczonego, bezwarunkowego bezpieczeństwa.

### Profil fenomenologiczny według Salmana Akhtara
Salman Akhtar opracował obszerny fenomenologiczny profil osobowości schizoidalnej, w którym zestawiono klasyczne i współczesne charakterystyki opisowe z obserwacjami psychoanalitycznymi. Profil ten przedstawiono poniżej w formie tabeli zawierającej szereg objawów klinicznych należących do sześciu obszarów funkcjonowania psychospołecznego – objawy zostały podzielone na „jawne” i „ukryte”. Ów podział, według Akhtara, nie oznacza, że objawy te przejawiają się w sposób świadomy lub nieświadomy. Podział ten wprowadzono dla podkreślenia, że niektóre fenomenologicznie aspekty osobowości schizoidalnej mogą być mniej lub bardziej dostrzegalne. Jednocześnie Akhtar podkreśla, że współwystępowanie części z nich może wzbudzać wrażenie sprzeczności – sprzeczność ta jest jednak tylko pozorna. Zdaniem Akhtara „ten sposób zestawienia objawów uwydatnia obecność rozszczepień i złożoność struktury osobowości schizoidalnej”.
| Obszar funkcjonowania    | Charakterystyka | Charakterystyka |
| Obszar funkcjonowania    | Jawne | Ukryte |
| ------------------------ | --- | --- |
| Samoświadomość           | - ustępliwość (unikanie konfliktów, skłonność do ugody) - stoicyzm - brak skłonności do rywalizacji - samowystarczalność - brak asertywności - poczucie bycia na uboczu                             | - cynizm - brak autentyczności - depersonalizacja - naprzemienne poczucie pustki, sztuczności, bycia wszechmocnym oraz fantazje dotyczące zemsty - chęć pozostania w ukryciu                                                                              |
| Relacje z ludźmi         | - wycofanie - zdystansowanie - brak lub niewielka liczba przyjaciół - bycie obojętnym na emocje ze strony innych ludzi - lęk przed bliskością                                                       | - niezwykła wrażliwość - głębokie zaciekawienie innymi ludźmi - pragnienie miłości - zazdrość dotycząca spontaniczności u innych ludzi - silna potrzeba bycia zaangażowanym z innymi ludźmi - zdolność do silnego odczuwania z wyselekcjonowanymi osobami |
| Przystosowanie społeczne | - preferowanie zajęć samotniczych - nieuczestniczenie lub bycie na uboczu grup społecznych - podatność na ezoterykę ze względu na silną potrzebę przynależności - skłonność do lenistwa i gnuśności | - brak jasnych celów - słaba identyfikacja etniczna - zazwyczaj w stanie równomiernej pracy - duża kreatywność i zdolność do tworzenia oryginalnych idei - wytrwałość w wybranych obszarach zainteresowań                                                 |
| Miłość i seksualność     | - aseksualność, czasami tkwienie w celibacie - brak zainteresowań relacjami romantycznymi - wstręt do plotek i insynuacji seksualnych                                                               | - zainteresowanie wojeryzmem (podglądactwem) i pornografią - podatność na erotomanie - tendencja do kompulsywnej masturbacji i perwersji |
| Etyka, normy i ideały    | - przewrotne poglądy moralne i polityczne - skłonność do zainteresowań mistycyzmem, duchowością i parapsychologią                                                                                   | - zróżnicowanie moralne - czasami zaskakująca amoralność i podatność do popełniania nietypowych przestępstw, innym razem altruizm i poświęcenie się |
| Sposób poznawania        | - bujanie w obłokach - zaabsorbowanie fantazjami - niejasna komunikacja - naprzemienna elokwencja i trudność w formułowaniu wypowiedzi                                                              | - myślenie autystyczne - wahania między ostrym kontaktem ze światem zewnętrznym i nadmiernym skupieniem myśli na samym sobie - koncentracja wypowiedzi na samym sobie                                                                                     |

Dla osobowości schizoidalnej typowe są również pewne odczucia, które obrazuje przykład pacjenta twierdzącego, że „nie może w pełni cieszyć się życiem, ponieważ czuje się jakby żył zamknięty w skorupie”. Ponadto uważał on, że jego niezdolność w tym zakresie czyni jego żonę nieszczęśliwą. Według Becka i Freemana, „Pacjenci z osobowością schizoidalną uważają się raczej za obserwatorów świata aniżeli jego uczestników”.

### Diagnoza różnicująca
Osobowość schizoidalna wykazuje szereg cech wspólnych z innymi zaburzeniami psychologicznymi, istnieją jednak pewne istotne cechy pozwalające je rozróżnić:
| zaburzenie psychologiczne  | cechy ułatwiające rozróżnienie |
| -------------------------- | --- |
| depresja                   | Osoby o schizoidalnym typie osobowości mogą cierpieć na kliniczną depresję, zaburzenia te jednak nie są ze sobą ściśle powiązane. W przeciwieństwie do osób chorujących na depresję, osoby schizoidalne zazwyczaj nie postrzegają siebie jako gorszych od innych, aczkolwiek zazwyczaj zauważają, że różnią się od pozostałych osób. |
| osobowość unikająca        | Osoby o unikającym typie osobowości unikają interakcji społecznych ze względu na lęk i wrażenie społecznej niekompetencji, podczas gdy osoby schizoidalne zachowują się tak ze względu na ich obojętność względem relacji społecznych. Badanie z 1989 wykazało jednak, że osoby schizoidalne i unikające wykazują podobny podwyższony poziom lęku, depresji i skłonności psychotycznych w porównaniu z pacjentami z grupy kontrolnej. Jeden z badanych pacjentów o osobowości schizoidalnej zauważył, że na taki podwyższony poziom mogą wpływać takie czynniki jak doświadczenie życiowe, czy oczekiwania. Pacjenci o schizoidalnym typie osobowości wykazują również tendencję ku ustawicznemu powtarzaniu w myśli negatywnych scenariuszy, tak by mentalnie przygotować się na spełnienie się takiego scenariusza w rzeczywistości. |
| inne zaburzenia osobowości | Schizoidalne i narcystyczne zaburzenia osobowości mogą wydawać się podobne pod pewnymi względami (np. oba wykazują zaburzenia tożsamości, może brakować im ciepła i spontaniczności, unikają głębokich relacji z intymnością). Inną wspólną cechą obserwowaną przez Akhtara jest przedkładanie idei nad osoby i przejawianie intelektualnej hipertrofii, z towarzyszącym mu brakiem zakorzenienia w cielesnej egzystencji. Istnieją jednak ważne różnice. Schizoid ukrywa swoją potrzebę zależności i jest raczej fatalistyczny, bierny, cyniczny, jawnie nijaki lub niejasno tajemniczy. Narcyz jest w przeciwieństwie do tego ambitny i konkurencyjny i wykorzystuje innych dla swoich potrzeb związanych z uzależnieniem. Istnieją również podobieństwa między osobowością schizoidalną a obsesyjno-kompulsywnym zaburzeniem osobowości, takie jak brak przywiązania, ograniczona ekspresja emocjonalna i sztywność. Jednak w osobowości obsesyjno-kompulsywnej zdolność do nawiązywania relacji intymnych jest zwykle nienaruszona, ale głębokich kontaktów można uniknąć ze względu na niepokój emocjonalny i oddanie pracy. |
| zespół Aspergera           | Zespół Aspergera, nazywany niekiedy “schizoidalnym zaburzeniem wieku dziecięcego” należy do spektrum zaburzeń autystycznych. Osoby o schizoidalnym typie osobowości nie wykazują takich zachowań typowych dla zespołu Aspergera jak: brak kontaktu wzrokowego z rozmówcą, nietypowa prozodia lub intensywne, obsesyjne zainteresowania. W porównaniu z zespołem Aspergera schizoidalny typ osobowości charakteryzuje się lepszym dostosowaniem społecznym w dorosłości i nieco większym ryzykiem wystąpienia schizofrenii. |
| schizofrenia prosta        | Schizofrenia prosta charakteryzuje się objawami negatywnymi przy braku cech psychotycznych. Objawy negatywne w schizofrenii, takie jak spłycony afekt, mogą przypominać osobowość schizoidalną, ale zazwyczaj różnią się one stopniem nasilenia . Ponadto objawy osobowości schizoidalnej mają charakter stały, podczas gdy objawy negatywne w schizofrenii prostej są zmienne w czasie. |

Niektóre osoby schizoidalne mogą w warunkach silnego stresu wykazywać ostre i przemijające zaburzenia psychotyczne. Często wycofanie się osób schizoidalnych ze świata zewnętrznego odbywa się poprzez patologiczne poleganie na własnych fantazjach, które stają się podstawą do tworzenia „ja” na „wewnętrznym wygnaniu”. Aczkolwiek fantazjowanie u osób z osobowością schizoidalną nie jest jedynie środkiem emocjonalnej ucieczki, pełni również inne, bardziej skomplikowane funkcje.
Fantazja stanowi formę pośrednictwa ze światem zewnętrznym i w kontaktach z innymi. Jest substytutem relacji, aczkolwiek silnie wyidealizowanym, z natury obronnym i kompensującym. Stanowi idealny wyraz „ja” na „wewnętrznym wygnaniu”, ponieważ zawiera się sama w sobie, jest wolna od wszelkich niebezpieczeństw i lęków związanych z emocjonalnymi związkami z zewnętrzną rzeczywistością.
Klein wyjaśniał ten fenomen w następujący sposób: „jest to wyrażenie siebie samego, starającego się odnieść do obiektów, jednak obiektów o charakterze wewnętrznym. Fantazja pozwala osobie schizoidalnej poczuć więź, lecz wciąż pozostać wolnym od zaangażowania w jakiekolwiek relacje międzyludzkie. Krótko rzecz ujmując, w fantazjach pacjent może czuć się przywiązany do [wewnętrznych] obiektów, jednocześnie wciąż pozostając wolnym od relacji.” Ten aspekt schizoidalnych patologii był szerzej dyskutowany w pracach Lainga, Winnicotta i Klein.
Niektórzy psycholodzy twierdzą, że definicja schizoidalnych zaburzeń osobowości jest wadliwa ze względu na konotacje kulturowe.

## Zaburzenia współwystępujące
Osobowość schizoidalna często współwystępuje z przynajmniej jednym innym zaburzeniem. Zdarza się, że osoba schizoidalna spełnia dodatkowo kryteria innego zaburzenia osobowości. W takim przypadku najczęściej jest to osobowość unikająca, schizotypowa lub paranoiczna. Często współwystępuje aleksytymia (niezdolność do rozpoznawania i opisywania emocji). Niektóre osoby schizoidalne mogą w warunkach silnego stresu wykazywać ostre i przemijające zaburzenia psychotyczne.

### Zaburzenia używania substancji
Istnieje niewiele danych o nadużywaniu substancji wśród osób schizoidalnych, ale te, które istnieją sugerują, że osoby takie rzadziej popadają w uzależnienia od substancji w porównaniu do populacji ogólnej. Jedno z badań wykazało, że chłopcy z osobowością schizoidalną wyraźnie rzadziej mieli problemy z alkoholem w porównaniu do grupy kontrolnej. Inne badanie przeprowadzone na grupie osób uzależnionych pokazało, że osoby schizoidalne częściej były uzależnione tylko od jednej substancji, podczas gdy osoby z innymi zaburzeniami osobowości takimi jak osobowość typu borderline, antysocjalna lub histroniczna, częściej były uzależnione od wielu substancji równocześnie.

### Niska masa ciała
Badanie przeprowadzone na nastolatkach z osobowością schizoidalną oraz zespołem Aspergera wykazało wskaźnik masy ciała (BMI) wyraźnie poniżej normy wśród wszystkich badanych.

### Myśli samobójcze
Myśli samobójcze mogą być częstym motywem występującym u osób schizoidalnych, aczkolwiek rzadko są one realizowane. Osoby schizoidalne mogą pogrążać się w depresji, gdy wszystkie ich kontakty z wewnętrznymi obiektami zostaną przerwane, ale tak długo jak długo istnieje jakaś relacja lub cień jej szansy, ryzyko samobójstwa pozostaje niewysokie. Sama idea samobójstwa stoi w głębokiej sprzeczności ze schizoidalnymi mechanizmami obronnymi. Jak zauważył Klein: „Dla niektórych pacjentów schizoidalnych myśli samobójcze przyjmują formę ledwo zauważanego, nikłego szmeru, szumu tła i rzadko kiedy przebijają się do poziomu świadomości. Dla innych są wiecznie obecne, stanowiąc swego rodzaju emocjonalny miecz Damoklesa. W obu przypadkach odczuwają oni przejmującą grozę związaną z takimi myślami.”

## Leczenie
Osoby ze schizoidalnym typem osobowości rzadko poddają się leczeniu swoich zaburzeń. Jest to problem spotykany w wypadku wielu zaburzeń osobowości, ponieważ osoby o takich zaburzeniach rzadko postrzegają swoje przypadłości jako uniemożliwiające im normalne funkcjonowanie a swoją nietypową percepcję i zachowania traktują jako racjonalne i uzasadnione, co powstrzymuje je od podjęcia leczenia. Istnieje więc niewiele danych pozwalających ocenić skuteczność poszczególnych typów terapii w przypadku leczenia schizoidalnych zaburzeń osobowości, ze względu na rzadkie badanie takich osób w warunkach klinicznych Osoby, które zdecydują się na leczenie są zazwyczaj poddawane kuracji farmakologicznej i/lub psychoterapii.
W procesie leczenia często używana jest wspomagająca psychoterapia, skupiająca się na takich aspektach jak umiejętność radzenia sobie z własnymi problemami, poprawa zdolności i interakcji społecznych, komunikacja międzyludzka, czy też ocena własnej wartości. Osoby schizoidalne wykazują tendencję do niezauważania pewnych zaburzeń ich osobowości, które uniemożliwiają im odbieranie bodźców ze środowiska i poprawne kształtowanie doświadczenia życiowego Sposób, w który odbierają poszczególne wydarzenia, podnosi jedynie ich lęk przed emocjonalną zażyłością i ogranicza ich w nawiązywaniu interakcji z innymi ludźmi. Ich powściągliwość ogranicza możliwości udoskonalania umiejętności społecznych i zachowań umożliwiających efektywne nawiązywanie relacji międzyludzkich. Grupy socjalizujące mogą pomóc osobom o osobowości schizoidalnej. Również praktyki edukacyjne, w których osoby schizoidalne uczą się rozpoznawać swoje dobre i złe emocje mogą okazać się skuteczne. Takie rozpoznanie umożliwia pacjentom nauczenia się własnych emocji i emocji, które mogą zaobserwować u innych, dzięki czemu mogą współodczuwać z innymi ludźmi. Takie praktyki pozwalają osobom schizoidalnym na wytworzenie empatii względem zewnętrznego świata.

### Farmakoterapia
Leczenie farmakologiczne stosuje się jedynie w krótkich okresach współwystępowania zaburzeń psychicznych, np. depresji.
Brak leków, które byłyby skierowane bezpośrednio przeciw schizoidalnym zaburzeniom osobowości, stosuje się jednak substancje farmakologiczne, które mogą zredukować niektóre symptomy zaburzeń, jak również pomagają zwalczyć współwystępujące zaburzenia psychiczne. Niektóre objawy schizoidalnych zaburzeń osobowości mogą przypominać negatywne symptomy schizofrenii, takie jak anhedonia, obniżone odczuwanie emocji, czy bezsilność, a zaburzenia schizoidalne są traktowane jako część „schizofrenicznego spektrum” zaburzeń, wraz z schizotypowymi i paranoicznymi zaburzeniami osobowości, i jako takie mogą być leczone niektórymi lekami stosowanymi w leczeniu schizofrenii. Dawniej, niskie dawki atypowych leków przeciwpsychotycznych, takich jak rysperydon lub olanzapina były stosowane by znieść społeczne niedostosowanie i obniżone odczuwanie emocjonalne. Z kolei należący do grupy podstawionych amfetamin, bupropion może być z sukcesem używany do leczenia anhedonii Podobnie modafinil może być efektywnie używany w leczeniu niektórych objawów schizofrenii, które również występują w przypadku osób o schizoidalnym typie osobowości. Lamotrygina, SSRI, TCA, inhibitory MAO i hydroksyzyna mogą pomóc zwalczać niektóre lęki społeczne występujące niekiedy u pacjentów ze schizoidalnym typem osobowości, aczkolwiek przeważnie osoby schizoidalne nie przywiązują większej wagi do lęków społecznych.

### Terapia psychodynamiczna

#### Terapia krótkoterminowa
Idea „bliższego kompromisu” zakłada, że pacjent schizoidalny jest zachęcany do odczuwania stanu pośredniego między ekstremami emocjonalnej bliskości a permanentnego wycofania. Brak wpływów międzyludzkiej rzeczywistości na świat wewnętrzny osoby schizoidalnej prowadzi do wzrastającego poczucia wewnętrznej pustki i nierealności pacjenta.  By stworzyć wewnętrznie wzbogacające reakcje z innymi ludźmi, które przywracają poczucie rzeczywistości jednostki, osoba schizoidalna jest zachęcana do podjęcia ryzyka bliższego kontaktu i komunikacji, dzielenia się uczuciami i pomysłami z innymi ludźmi. „Bliższy kompromis” oznacza, że choć podatność na lęk przed innymi nie jest przezwyciężona, to jest stopniowo modyfikowana i traktowana bardziej adaptacyjnie. Terapeuta przekonuje pacjenta, że choć lęk jest nieunikniony, a podatność na niego nigdy nie zostanie wyeliminowana, to jednak można go kontrolować. Czynnikiem ograniczającym w tym podejściu jest moment, gdy lęk przed zagrożeniem zażyłością staje się dominujący i pacjent znowu czuje potrzebę emocjonalnego wycofania się.
Klein sugeruje, że pacjent musi sam wziąć odpowiedzialność postawienia się przed ryzykiem i podjąć inicjatywę wykorzystywania rad terapeutycznych w codziennym życiu. Z początku terapeuta powinien kłaść nacisk, na fakt iż rady są jedynie jego własnymi odczuciami oraz że nie czyta on w mózgu pacjenta, ani nie narzuca żadnych schematycznych rozwiązań, a jedynie przedstawia opinie, które mogą pomóc w spełnieniu oczekiwań pacjenta względem terapii. Dopiero z czasem terapeuta kieruje uwagę pacjenta na potrzebę stosowania tych rad na co dzień.

#### Terapia długoterminowa
Klein sugeruje, że „uporanie się” jest drugim, bardziej długoterminowym poziomem pracy psychoterapeutycznej z osobami schizoidalnymi. Celem tego podejścia jest fundamentalna zmiana dawnych sposobów myślenia i odczuwania oraz pozbycie się słabości wynikających z dawnych uczuć i myśli. W terapeutycznym zabiegu „przypominania uczuć” wykorzystywana jest koncepcja fałszywego i prawdziwego „ja” wprowadzona przez D.W. Winnicotta. Pacjent musi przypomnieć sobie emocje, które w dzieciństwie towarzyszyły powstawaniu jego fałszywego „ja” i przypomnieć sobie warunki i okoliczności, które doprowadziły do ograniczenia jego indywidualnej wolności do odczuwania siebie w towarzystwie innych ludzi.
Ostatecznie “przypominanie uczuć” prowadzi pacjenta do zrozumienia, że w przeszłości nie miał on, lub ona, możliwości wyboru wyrażania i odczuwania siebie w kontakcie z innymi i w rzeczywistości był skazany na rozwinięcie schizoidalnego stosunku do pozostałych ludzi i świata zewnętrznego. Fałszywe „ja” było najlepszym sposobem na osiągnięcie uznania i aprobaty przez innych, niezbędnym do uniknięcia depresji towarzyszącej poczuciu odrzucenia.
Demontaż fałszywego “ja” „pozostawia słabe prawdziwe “ja” z możliwością rozwinięcia jego rzeczywistego potencjału”. Uporanie się przynosi unikalne efekty, spośród których najistotniejszym elementem jest rosnące poczucie, że jednostka ma fundamentalną, wewnętrzną potrzebę powinowactwa ze światem, którą można wyrażać na wiele różnych sposobów. „Jedynie pacjenci schizoidalni,” sugeruje Klein „którzy uporali się z depresją wynikłą z odrzucenia, zdają sobie ostatecznie sprawę, że potrzeba powinowactwa z rzeczywistością i życzenie takiego powinowactwa są integralną częścią struktury ich jestestwa, że są prawdziwie częścią tego, kim pacjenci są jako istoty ludzkie. To poczucie daje ostatecznie pacjentom schizoidalnym wrażenie najpierwotniejszego sensu istnienia związanego ogólnie z człowieczeństwem, a w szczególności z relacjami poszczególnych ludzi ze sobą. Dla pacjentów schizoidalnych, ten stopień pewności jest najbardziej wynagradzającym objawieniem, jakiego mogą doznać i wydatnym nowym organizatorem doświadczania siebie samego.”

## Epidemiologia
Osobowość schizoidalna jest rzadka w porównaniu do innych zaburzeń osobowości, dotyczy mniej niż 1% populacji ogólnej. Częściej występuje u mężczyzn. Rzadko spotykana w warunkach klinicznych (ok. 2,2% pacjentów).
Badanie z 2008 roku oceniające występowanie zaburzeń osobowości i nastroju wśród osób bezdomnych w nowojorskich ośrodkach typu drop-in wykazało, że 65% badanych spełniało rozpoznanie osobowości schizoidalnej. W badaniu nie oceniano osób bezdomnych, które nie pojawiały się w ośrodkach typu drop-in, a wskaźniki większości innych zaburzeń osobowości i nastroju w ośrodkach typu drop-in były niższe niż w przypadku schizoidalnego zaburzenia osobowości. Autorzy zwrócili uwagę na ograniczenia badania, w tym na wyższy stosunek mężczyzn do kobiet w próbie oraz brak osób poza systemem wsparcia lub otrzymujących wsparcie innego rodzaju (np. w schroniskach). 
Badanie przeprowadzone przez Uniwersytet Colorado Colorado Springs wykazało dodatnią korelację pomiędzy osobowością schizoidalną a wymiarami introwertyka (I) oraz myślenia (T) w kwestionariuszu osobowości Myers-Briggs.

## Rokowania
Schizoidalne zaburzenie osobowości, podobnie jak inne zaburzenia tego typu, jest chroniczne i długotrwałe i nie należy spodziewać się poprawy stanu osoby nim dotkniętej bez odpowiedniego leczenia. Schizoidalne zaburzenia osobowości jest stosunkowo słabo zbadane i rzadko spotykane w warunkach klinicznych. Ze względu na nieliczne przypadki leczone klinicznie, efektywność psychoterapii i leczenia farmakologicznego wciąż pozostaje niepewna i wymagane są dalsze badania, by empirycznie i systematycznie przetestować skuteczność poszczególnych metod.
Niektóre badania wykazały, że osobowość schizoidalna wiąże się ze znacznie obniżoną jakością życia nawet po 15 latach obserwacji i jednym z najniższych poziomów „sukcesu życiowego” w skali GAF spośród wszystkich zaburzeń osobowości. Niektóre badania pokazują dodatnią korelację pomiędzy chroniczną bezdomnością a schizoidalnym zaburzeniem osobowości.

## Historia badań
Termin „schizoidalny” został wprowadzony w 1908 roku przez Eugena Bleulera, by opisać ludzką skłonność do kierowania uwagi bardziej w stronę świata wewnętrznego niż zewnętrznego. Idea ta była bliska pojęciu introwersji i podobnie początkowo nie była używana do określenia stanu patologicznego. Bleuler nazwał przesadne wyolbrzymienie tej skłonności „osobowością schizoidalną”.
Ujęcie opisowe zostało zapoczątkowane przez pracę Ernsta Kretschmera z 1925 roku, w której wyróżnił on trzy podstawowe grupy cech obserwowanych w zachowaniach schizoidalnych:
1. nietowarzyskość, spokój, zachowywanie rezerwy, powagę, ekscentryczność
2. nieśmiałość, wstydliwość uczuć, wrażliwość, nerwowość, pociąg do przyrody i książek
3. uległość, uprzejmość, szczerość, obojętność, chłód emocjonalny
Ta charakterystyka była prekursorem podziału osobowości schizoidalnych zaproponowanego w DSM-IV, aczkolwiek sam Kretschmer nie wyróżniał trzech osobnych typów osobowości schizoidalnych; uważał raczej, że wszystkie one współwystępują równocześnie, choć nasilone w różnym stopniu u poszczególnych pacjentów. Według Kretschmera większość osób schizoidalnych nie jest nadwrażliwa lub zimna emocjonalnie, a wykazuje oba te stany „równocześnie” jedynie w różnych proporcjach, z tendencją do zmiany podejścia w zależności od okoliczności.
Podejście szkoły psychiatrii dynamicznej sięga obserwacji Eugena Bleulera, który zauważył, że osoba schizoidalna i patologie schizoidalne nie mogą być widziane w oderwaniu od siebie. Nowatorska praca W. R. D. Fairbairna o osobowości schizoidalnej, która stała się podstawą dla współczesnego stanu wiedzy o tym fenomenie, ukazała się w 1940 roku. Fairbairn rozróżnił w niej cztery zasadnicze motywy schizoidalne:
1. potrzebę utrzymywania dystansu w relacjach międzyludzkich za wszelką cenę;
2. zdolność do uaktywniania instynktów samozachowawczych;
3. wszechobecne napięcie między naładowaną lękiem potrzebą przywiązania a obronną potrzebą zachowania dystansu, które objawia się w obserwowanym zobojętnieniu;
4. przedkładanie i przecenianie świata wewnętrznego nad zewnętrzny.
W następstwie pracy Fairbairna powstały liczne studia osobowości schizoidalnych, wśród których do najważniejszych należy zaliczyć prace Nannarello (1953), Lainga (1960), Winnicotta (1965), Guntripa (1969), Khana (1974), Akhtara (1987), Seinfelda (1991), Manfielda (1992) i Kleina (1995).

## Przykłady w kulturze
Postaci ze schizoidalnymi zaburzeniami osobowości często są bohaterami filmów i książek. Przykładami mogą być Ed Crane (Billy Bob Thornton) z filmu Człowiek, którego nie było (2001) lub Bartleby, bohater książki Kopista Bartleby. Historia z Wall Street Hermana Melville’a (są również adaptacje filmowe tej powieści).